# 性伴侶
性伴侶（Sexual partner）指的是一個人的合意性行為對象，无论有无愛情或类似亲密关系。
性伴侶並無性別或是性傾向之分。性伴侶的身分可能是情人、配偶、性伙伴或是陌生人。一個人的性伴侶不一定只有一個，只與固定一人有性關係則是單一性伴侶。一般来说，單配偶制是透過法律或道德約束的方式維持单一性伴侣。
性伴侶必須是在雙方同意之下進行性交的對象，因此並不包括性侵或強制性交，后者则以「加害者」與「受害者」論。

## 術語
所謂「性伴侶」通常指一個人發生合意性行為的對象，或者與之經常交媾，且期待日後會再度交媾之對象。「前性伴侶」（Ex-sexual partner）指的是過去曾有性關係，但現今已不再發生性行為之對象。「未來性伴侶」（prospective sexual partner）指的是過去未曾有過性關係，但確信日後會交媾之對象。

## 對象
- 情人：以情人為性交對象，包括戀人、配偶、第三者（外遇）。
- 性伙伴：俗称砲友，非屬情人或类似亲密關係，但有性關係。
- 陌生人：以陌生人為性交對象，包括娼妓與一夜情對象。醫學界認為要「別愛陌生人」，才能有效防堵性病傳染。[2]

### 其他分类
- 不合个人性傾向的境遇性对象：有時在一些場合，例如出于好奇、酒醉或在性別隔離的场所，異性戀可能與同性、同性戀可能與異性發生性行為。
- 近親：包括親子、手足、旁系親屬，可能会被斥为亂倫，在个别地方甚或违法。
- 群交：3人或以上的性行為。

## 健康考量
醫學界基於防治性病傳播的目的，普遍主張「固定性伴侶，避免多重性伴侶」。哈佛大學2012年一項研究指出：男性與炮友進行性行為時，使用保險套的比率和比傳統伴侶做愛要高，可能是因為非單一性伴侶。